# إيمي غرينفيلد
إيمي غرينفيلد (بالإنجليزية: Amy Greenfield)‏ هي مخرجة أمريكية، ولدت في 1940.

## روابط خارجية
- إيمي غرينفيلد على موقع IMDb (الإنجليزية)